# 普斯捷利尼基 (拉傑霍夫區)
50°8′25″N 24°43′11″E / 50.14028°N 24.71972°E
普斯捷利尼基（烏克蘭語：Пустельники）是位於烏克蘭西部利沃夫州裏舍普季茨基區的村莊，面積0.33平方公里，海拔高度206米，2001年人口42，人口密度每平方公里127.3人。